# Kawalet

Kawalet

Kawalet – stół rzeźbiarski, zazwyczaj trójnożny, wyposażony w obrotowy blat, dzięki czemu rzeźbiarz może obracać rzeźbę podczas pracy i dokładnie kontrolować efekty światłocieniowe oraz stan jej wykończenia. Wysoki od 100 do 140 cm, z regulowaną wysokością blatu, zazwyczaj okrągłego, spotykane są również blaty wielokątne i kwadratowe. Służy do tworzenia modeli w miękkich materiałach, np. w glinie. Są również kawalety niskie (20–50 cm) o blatach znacznie szerszych, najczęściej kwadratowych o boku od 80 do nawet 400 cm. Służą one do realizacji większych modeli, np. figur w skali naturalnej bądź pomników. Mają formę niskiego, szerokiego stołu, bez regulowanej wysokości. Te większe wykonywane są zazwyczaj do konkretnej realizacji, te mniejsze służą często w uczelniach artystycznych do realizacji studium figury ludzkiej.